# Trichocolea tomentosa
Trichocolea tomentosa là một loài rêu trong họ Trichocoleaceae. Loài này được (Sw.) Gottsche mô tả khoa học đầu tiên.